# Byälven
Byälven (wörtlich „Dorffluss“) ist ein Fluss in Schweden. Er geht aus dem Glafsfjorden hervor und mündet nach rund 40 Kilometer in den Vänern. In Säffle wurde der Byälven durch den 1837 eingeweihten Säfflekanal schiffbar gemacht. Dadurch wurde ein durchgängiger Wasserweg in den Atlantik geschaffen.